# Сорана Кърстя
Сорана Кърстя (на румънски: Sorana Cîrstea) е румънска тенисистка, родена на 7 април 1990 г. Най-високото ѝ класиране в ранглистата за жени на WTA e 21-во място, постигнато на 12 август 2013 г. Най-доброто ѝ постижение в турнир от Големия шлем е достигането ѝ до четвъртфиналите на Ролан Гарос 2009.
През 2005 г. печели първата си титла на сингъл от веригата на ITF. През 2007 г. стига до първия си финал на ниво WTA в турнира Гран при на Будапеща 2007, но отстъпва на аржентинката Жизела Дулко в мача за титлата.
Година по-късно печели първите си WTA титли и на сингъл, и на двойки. Турнирът Ташкент Оупън 2008 е спечелен от Кърстя, след като тя надиграва Сабине Лисицки във финалния двубой. На Гран при на Нейно Кралско Височество принцеса Лала Мерием 2008 вдига първия си трофей на двойки.
В кариерата си на сингъл Кърстя е спечелила общо 7 ITF титли и още 1 от тура на WTA, а на двойки е носителка на 9 ITF титли и 4 WTA трофея.
След 5-годишна пауза, през 2013 г. Кърстя отново стига до WTA финал. Това става на турнира от категория „Висши 5“ Роджърс Къп 2013. По пътя към финалния двубой тя побеждава бившите номер 1 Каролине Возняцки и Йелена Янкович, а след това и защитаващата титлата си Петра Квитова, както и финалистката от Роджърс Къп 2012 Ли На.

## Финали на турнири отWTA Тур

### Сингъл: 3 (1 – 2)
| Легенда                              |
| ------------------------------------ |
| Турнири от Големия шлем (0 – 0)      |
| Шампионат на WTA Тур (0 – 0)         |
| Задължителни Висши & Висши 5 (0 – 1) |
| Висши (0 – 0)                        |
| Международни (1 – 1)                 |

| Финали по настилка |
| ------------------ |
| Твърда (1 – 1)     |
| Трева (0 – 0)      |
| Клей (0 – 1)       |
| Килим (0 – 0)      |

| Изход     | No. | Дата            | Турнир                                  | Настилка | Опонент        | Резултат                   |
| --------- | --- | --------------- | --------------------------------------- | -------- | -------------- | -------------------------- |
| Финалист  | 1.  | 19 април 2007   | Гран при на Будапеща, Будапеща, Унгария | Клей     | Жисела Дулко   | 7 – 6(7 – 2), 2 – 6, 2 – 6 |
| Победител | 1.  | 5 октомври 2008 | Ташкент Оупън, Ташкент, Узбекистан      | Твърда   | Сабине Лисицки | 2 – 6, 6 – 4, 7 – 6(7 – 4) |
| Финалист  | 2.  | 11 август 2013  | Роджърс Къп, Торонто, Канада            | Твърда   | Серина Уилямс  | 2 – 6, 0 – 6               |

### Двойки: 8 (4 – 4)
| Легенда                              |
| ------------------------------------ |
| Турнири от Големия шлем (0 – 0)      |
| Шампионат на WTA Тур (0 – 0)         |
| Задължителни Висши & Висши 5 (0 – 0) |
| Висши (0 – 1)                        |
| Международни (4 – 3)                 |

| Финали по настилка |
| ------------------ |
| Твърда (2 – 1)     |
| Трева (0 – 0)      |
| Клей (2 – 3)       |
| Килим (0 – 0)      |

| Изход     | No. | Дата             | Турнир                                                                 | Настилка   | Партньор               | Опоненти                                         | Резултат               |
| --------- | --- | ---------------- | ---------------------------------------------------------------------- | ---------- | ---------------------- | ------------------------------------------------ | ---------------------- |
| Победител | 1.  | 5 май 2008       | Гран при на Нейно Кралско Височество принцеса Лала Мерием, Фес, Мароко | Клей       | Анастасия Павлюченкова | Алиса Клейбанова Екатерина Макарова              | 6 – 2, 6 – 2           |
| Финалист  | 1.  | 23 август 2008   | Пайлът Пен Тенис, Ню Хейвън, САЩ                                       | Твърда     | Моника Никулеску       | Квета Пешке Лиса Реймънд                         | 6 – 4, 5 – 7, [7 – 10] |
| Победител | 2.  | 18 октомври 2008 | Фортис Чемпиъншипс, Люксембург, Люксембург                             | Твърда (з) | Марина Еракович        | Вера Душевина Мария Коритцева                    | 2 – 6, 6 – 3, [10 – 8] |
| Финалист  | 2.  | 19 април 2009    | Барселона Лейдис Оупън, Барселона, Испания                             | Клей       | Андрея Клепач          | Нурия Лягостера Вивес Мария Хосе Мартинес Санчес | 6 – 3, 2 – 6, [8 – 10] |
| Финалист  | 3.  | 30 април 2009    | Гран при на Нейно Кралско Височество принцеса Лала Мерием, Фес, Мароко | Клей       | Мария Кириленко        | Алиса Клейбанова Екатерина Макарова              | 3 – 6, 6 – 2, [8 – 10] |
| Победител | 3.  | 8 май 2010       | Ещорил Оупън, Ещорил, Португалия                                       | Клей       | Анабел Медина Гаригес  | Виталия Дяченко Орели Веди                       | 6 – 1, 7 – 5           |
| Финалист  | 4.  | 11 юли 2010      | Гран при на Будапеща, Будапеща, Унгария                                | Клей       | Анабел Медина Гаригес  | Тимеа Бачински Татяна Гарбин                     | 3 – 6, 3 – 6           |
| Победител | 4.  | 27 август 2011   | Тексас Тенис Оупън, Далас, САЩ                                         | Твърда     | Алберта Брианти        | Ализе Корне Полин Парментие                      | 7 – 5, 6 – 3           |

(з) = В зала